# Naim Frashëri
Naim Frashëri (Frashër, 25 de maio de 1846 – Kızıltoprak, 20 de outubro de 1900) foi um poeta romântico albanês e uma figura proeminente do Rilindja Kombëtare, o renascimento nacional da Albânia, junto com seus dois irmãos, Sami e Abdyl.

## Biografia
Seu pai era um Bej de Frashër, Distrito de Përmet. Naim estudou na escola secundário "Zosima" de língua grega, em Janina. Um Bektashi, ele se tornou um oficial otomano em Sarandë, Berat e Janina. Em 1882, Frashëri era o chefe do departamento de censura de Istambul.
Ele tomou parte no movimento de libertação do povo albanês e muitas vezes teve que assinar seus escritos usando suas iniciais para não correr riscos diante dos oficiais otomanos. Suas obradas tinham que ser contrabandeadas para a Albânia.
No início, ele escrevia poesias. Os primeiros trabalhos que Frashëri escreveu eram em persa. Ao todo, ele criou vinte e duas obras principais: quatro em turco, uma em persa, duas em grego e quinze em albanês. Os poemas e as poesias líricas altamente populares patrióticos foram inicialmente fortemente influenciados pela literatura persa, sendo, mais tarde, também influenciados pela poesia francesa. Ele também traduziu várias fábulas de Jean de La Fontaine.
O poema Rebanhos e Lavoura de Naim Frashëri retrata as atividades do pastor e do lavrador, além de suas reflexões pessoais da beleza da paisagem albanesa e mostras de saudades de sua terra natal. O poema épico A História de Skanderbeg reconta a vida do herói nacional Gjergj Kastriot Skanderbeg, mesclada com episódios imaginários.
Ele também traduziu a Ilíada de Homero e escreveu artigos sobre didática e prática do Islão.
Através de todos os seus trabalhos, Frashëri exerceu uma forte influência posterior na literatura e sociedade albanesa. O estado albanês independente criou uma ordem do mérito que leva seu nome, conferida, entre outros, a Madre Teresa de Calcutá; uma editora em Tirana foi nomeada em homenagem a Naim Frashëri.

## Obras
- Bagëti e bujqësia (Rebanhos e Lavoura; Bucareste, 1886): um poema lírico patriota
- O alithis pothos ton skipetaron (O Verdadeiro Desejo dos Albaneses; 1886): um poema patriota em grego
- Vjersha (Versos; 1886): uma coletânea de poesia
- Lulet e verës (Flores do Verão; 1890): uma coletânea de poesia
- Mësimet (Ensinamentos; 1894): trabalhos didáticas
- Parajsa dhe fjala fluturake (O Paraíso e Palavras Transitórias)
- Histori' e Skënderbeut (A História de Skanderbeg, 1898): sua obra principal, um poema épico
- Qerbeleja (Carbala, 1898): um poema sobre a criação do mundo de acordo com o Islão e a Batalha de Carbala
- Fjalët e qiririt (As Palavras da Vela)
- Gjuha jonë (Nossa Linguagem)
- O Eros (O Amor): outro poema grego
- Shqipëri, o jetëgjatë (Albânia, para uma Vida Longa)
- Tehajylat (O Sonho; 1885) um poema em persa
- Ti, Shqipëri, më jep nder! (Você, Albânia, Me Dá Honra)
- Tradhëtorëtë (Traidores)
- Ujku dhe qëngji (O Lobo e o Cordeiro)